# 飯田彬
飯田彬（いいだ あきら、1939年6月2日 - ）は日本の大蔵官僚。日本貿易振興会理事、多数国間投資保証機関長官などを務めた。

## 来歴
東京都出身。都立日比谷高校を経て東京大学法学部第1類（私法コース）を卒業し、1963年 大蔵省入省（銀行局金融制度調査官付）。同期に小村武、日高壮平、中平幸典、西村吉正、米澤潤一、金野俊美らがいる。
1968年7月 行橋税務署長。
1986年6月 銀行局検査部管理課長。1987年6月 国際復興開発銀行東京事務所長。1989年6月 大臣官房審議官（関税局担当）。1990年6月29日 退官。
同年7月 日本貿易振興会理事。1992年7月 多数国間投資保証機関長官。その後、日本大学法学部政治経済学科教授。

## 略歴
- 1963年4月：大蔵省入省（銀行局金融制度調査官付）[1]。
- 1964年8月：パリへ留学[1]。
- 1965年11月：日本貿易振興会総務部[1]。
- 1968年7月：行橋税務署長。
- 1969年8月：国際復興開発銀行理事補。
- 1972年8月：主税局国際租税課長補佐（総括）[3]。
- 1974年7月：主税局税制第一課長補佐。
- 1975年7月：経済企画庁調整局財政金融課長補佐。
- 1977年7月：大臣官房会計課長補佐。
- 1978年7月：大臣官房企画官 兼 大臣官房秘書課財務官室[2]。
- 1980年6月：内閣官房内閣審議官 兼 総理府内閣総理大臣官房参事官。
- 1982年6月：大臣官房参事官。
- 1983年5月：経済協力開発機構日本政府代表部参事官。
- 1986年6月：銀行局検査部管理課長。
- 1987年6月：国際復興開発銀行東京事務所長。
- 1989年6月：大臣官房審議官（関税局担当）。
- 1990年6月29日：退官。